# Ivan IV av Ryssland

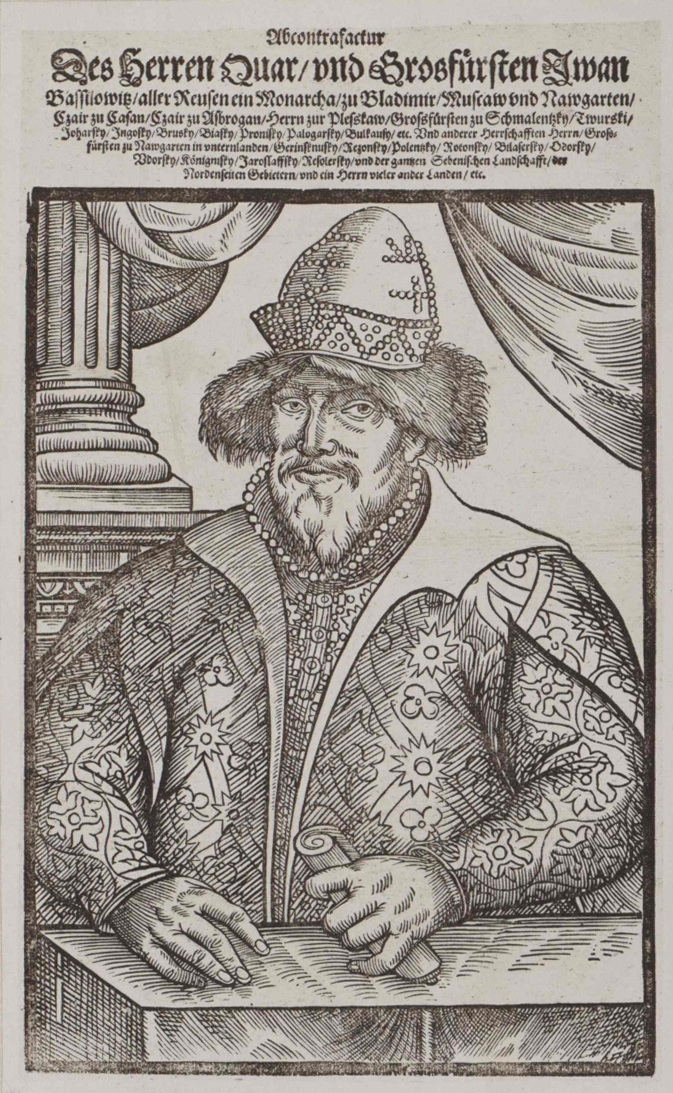
Ivan den förskräcklige.

Ivan IV:s hjälm, tagen som krigsbyte av svenska armén vid slaget vid Warszawa

Ivan IV (ryska: Иван Васильевич: translitteration: Ivan Vasiljevitj; kyrkslaviska: Іѡа́ннъ Васи́лїевичъ/Ioann Vasilijevitj), också kallad Ivan den förskräcklige (Иван Грозный/Ivan Groznyj), född 25 augusti 1530 i Kolomenskoje, död 28 mars 1584 i Moskva, blev den förste regenten i Moskvafurstendömet som tog sig titeln tsar 1547.

## Biografi
Ivan besteg tronen vid tre års ålder. När han var 16 år tog han sig titeln tsar, och blev den förste moskovitiske härskaren som officiellt benämnde sig så. Han omformade lagstiftning, rustade en modern armé med eldvapen (streltserna) och strävade efter att skapa ett mer enhetligt rike. På tvärs med denna strävan gick dock opritjnina, en stat i staten som sköttes av opritjniki, som dessutom fungerade som hans livvakt. För att befästa sin makt underkuvade han också den ortodoxa kyrkan till staten. Ivan IV erövrade de försvagade khanaten Kazan och Astrachan mellan 1552 och 1556 och expanderade genom detta sitt rike markant. Han försökte även få en del av den sönderfallande livländska ordens territorier för att nå fram till Östersjön, men blev diplomatiskt isolerad och fick nöja sig med området kring Nevas utlopp.
Ivan strävade, trots alla sina vansinnesdåd, efter Kievrikets härskarideal bland annat genom sin önskan att bli munk, sitt uppträdande som dåre i Kristus och sina kompositioner av kyrkomusik.
Under Ivans regeringstid upptäckte engelska sjöfarare vägen runt Norge fram till Vita havet och Archangelsk, och diplomatiska kontakter med Elisabeth I av England inleddes.
Under sin regentperiods andra hälft ökade Ivan sin kontroll över jordägarna. Hans beteende och metoder har i historieskrivningen ofta tolkats som utslag av förföljelsemani, och han lät avrätta flera bojarer, liksom delar av Novgorods befolkning. Stora områden av de nordliga landsdelarna kom att avfolkas. I den sovjetiska historieskrivningen, som ofta följde de marxistiska historieteorierna, sågs Ivans hårdhänta metoder som försök att tillsammans med lågadeln bryta bojarernas maktställning, en syn som senare har ifrågasatts, men man bör väga in att de efterföljande Romanoverna liksom Rysslands västliga grannar Polen och Sverige hade ett intresse av att svärta ned Ivans eftermäle. Strävan efter att stärka härskarmakten mot högadeln var en genomgående faktor i hela Europa under 1500- och 1600-talen.

## Familj
Ivan blev faderlös vid tre års ålder; när han var åtta dog även hans mor. Han uppfostrades tillsammans med sin dövstumme bror Jurij under kontroll av ett råd av bojarer.
Vid 17 års ålder gifte han sig med Anastasia Romanovna, medlem i en mäktig bojarfamilj. Tillsammans fick de flera barn, men bara två, Ivan Ivanovitj av Ryssland och Fjodor, nådde vuxen ålder. Anastasia avled 7 augusti 1560, 29 år gammal, djupt sörjd av Ivan. Han började snart söka en ny hustru, och ögonen föll bland annat på Katarina Jagellonica, men hans propåer avvisades av hennes bror Sigismund August. Ivan gifte sig istället med Maria Temrjukovna, av kabardisk härkomst. Hon har föreslagits som den som inspirerade till opritjnikji. De fick en son, Vasilij, som dog som spädbarn. Maria dog i september 1569. Därefter kom Ivan att gifta sig ytterligare fyra gånger, men inget av äktenskapen blev långvarigt. Hans sjunde och sista giftermål stod med Maria Nagaja, som gav honom sonen Dmitrij Ivanovitj.
År 1581 misshandlade Ivan sin son Ivans gravida hustru Jelena Sjeremeteva då han ansåg att hon uppträtt alltför lättklädd; slaget skall senare lett till att hon fick missfall. Intermezzot ledde dessutom, enligt legenden, till ett upphetsat gräl mellan far och son, varvid fadern slog ihjäl sin son.